# Изворски манастир
Изворският манастир „Успение Богородично“ е действащ женски български православен манастир във Видинската епархия.

## Местоположение
Разположен е на 2 км от видинското село Извор. Манастирът има аязмо.

## История
Според легендата, манастирът е основан през XII век от руския княз Извор Таворски, а през времето на османското владичество е ограбен, разрушен и изоставен. През XVII век е започнало възстановяването му по почина на йеромонах Силвестър. Църковният иконостас датира от 1868 година. Църквата е реставрирана през 1923 година със средства на Видинската епархия и дарения от миряни от Видин и Лом. Стенописите са дело на художника Господин Сербезов (1873 – 1937).
През 1988 – 1989 година на мястото на дотогавашната едноетажна сграда на Изворския манастир е построен триетажен монашески комплекс с помещения за гости, с водоснабдяване, канализация и парно отопление.
В църквата работят майстори от Дебърската художествена школа.

## Храмов празник
- Храмовият му празник е на 15 август.

## Галерия
- Монашеската обител
- Олтарът на църквата
- Стенопис на тавана
- Параклисът в двора